# Aleurolobus hargreavesi
Aleurolobus hargreavesi là một loài côn trùng cánh nửa trong họ Aleyrodidae, phân họ Aleyrodinae.
Aleurolobus hargreavesi được Dozier miêu tả khoa học đầu tiên năm 1934.